# Tatra-Kleinwühlmaus
Die Tatra-Kleinwühlmaus (Microtus tatricus, Syn.: Pitymys tatrius) ist ein Vertreter aus der Familie der Wühler, der endemisch in einigen Teilen von Osteuropa vorkommt.

## Aussehen
Die Tatra-Kleinwühlmaus hat eine Körperlänge von 9,8 bis 11,7 Zentimetern, der Schwanz ist 3,4 bis 4,9 Zentimeter und die Hinterfüße sind 1,6 bis 1,9 Zentimeter lang. Die Ohren sind 0,9 bis 1,25 Zentimeter lang, die Condylobasallänge beträgt zwischen 2,29 und 2,65 Zentimeter und die Jochbeinbreite beträgt 1,34 bis 1,57 Zentimeter. Der Augendurchmesser beträgt 2 Millimeter. Das Gewicht der Einzeltiere beträgt zwischen 20 und 42 Gramm. Diese Art hat ein langes am Rücken dunkles, rostbraunes Fell, der Bauch ist weiß und nicht deutlich abgegrenzt. Der Schwanz ist zweifarbig. Die Füße sind weiß. Der Hinterfuß besitzt 6 Sohlenschwielen. Das Weibchen hat 2 Paar Zitzen.

## Verbreitung und Lebensraum
Diese Art kommt in Tschechien, in der Slowakei und in Polen v. a. in der Tatra und den Beskiden vor. Sie bewohnt die offenen Fichtenwälder mit Vogelbeersträuchern und die Krummholzzone, Bergmatten in Höhenlagen zwischen 1.000 und 2.300 Metern ü. NN.

## Lebensweise
Die Tatra-Kleinwühlmaus wohnt in den unterirdischen Gängen anderer Tiere oder unter den Steinen der Geröllhalden. Sie gräbt selber aktiv keine Baue, sondern nutzt die verlassenen Baue anderer Tiere. Sie ernährt sich von Gräsern, Beeren, Blättern und Moosen. Die Lebenserwartung der Tiere beträgt 18 Monate.

## Fortpflanzung
Geschlechtsreif werden die männlichen Tiere im Alter von 12 Monaten, die Weibchen etwas früher. Die Tragzeit beträgt 21 Tage. Der Wurf umfasst 2 bis 4 Junge, die erst im Alter von etwa 10 Tagen ihre Augen zum ersten Mal öffnen.

## Gefährdung und Schutz
Da diese Art noch relativ häufig und auch in Schutzgebieten vorkommt, wird sie von der IUCN in der Kategorie (Least Concern) ungefährdet eingestuft. Zudem ist sie im Anhang II der Berner Konvention gelistet.